# 山本悠美子
山本 悠美子（やまもと ゆみこ、1983年6月2日 - ）は、関西テレビ放送所属の元アナウンサーである。

## 来歴・人物
- 北海道札幌市出身。血液型はB型。身長172cm。
- 藤女子中学校・高等学校→東京女子大学文理学部心理学科を卒業後、2006年に入社。同期入社のアナウンサーに堀田篤がいる。
- 東京アナウンスセミナー卒業生。
- 2009年1月以降、テレビを含む一切の露出がなくなっていたが、2010年8月5日の『ニュースJAPAN』のローカルニュースで復帰。また、同年8月29日に開催されたアナウンサー朗読会2010「ミステリアスな午後」に出演した[1]。

## 出演番組
- うふふのぷ（2007年4月 - 2008年3月、お天気担当）
- くろだ荘の宴（2007年1月 - 2007年3月）
- ムハハnoたかじん（2008年3月 - 2009年1月）
- チュートリアルのチューして!（2008年4月 - 2009年1月）
- にじいろジーン（2008年4月 - 2009年1月、お天気担当）
- 原田伸郎の京のご利益はんII（関西テレビ☆京都チャンネル）（2008年4月 - 2009年3月）
- FNNスーパーニュースアンカー（2008年10月 - 2009年1月、スポらば）
- 新・ミナミの帝王（2010年9月21日） - アナウンサー 役
- 月刊カンテレ批評（2010年9月26日） - 杉本なつみが夏休みの為、代役を務めた。
- キキミミ!（影ナレーション、2011年4月 - 9月）
- 関西発!メジャー音楽学園（2011年7月 - 9月）
- 第6回AKB48選抜総選挙 生放送SP（2014年6月7日）- リポーター
- ハピくるっ!（ナレーション、2011年10月 - 2015年3月）
- ピーコ&兵動のピーチケパーチケ（ナレーション、2011年4月 -）
  - ピーチケプラス（ナレーション、2014年 -）
- ゆうがたLIVE ワンダー（ナレーション、2015年3月 - 2017年3月）
- みんなのニュース 報道ランナー（ナレーション、2017年3月 - 5月）
- カンテレNEWS